# Millennium Series
Il Millennium Series è il principale campionato europeo di paintball a livello sia professionistico che amatoriale.
Organizzato per la prima volta nel 2004, si svolge in 4 tappe durante il corso dell'anno dislocate in tutta Europa.
Le squadre che vi partecipano sono suddivise in 5 divisioni in base al livello di gioco, partendo dalla più bassa, divisione 3, divisione 2, divisione 1, Spl (semi-professional) e Cpl (Champions paintball league).